# Carrazeda de Ansiães
Carrazeda de Ansiães é uma vila portuguesa localizada na sub-região do Douro, pertencendo à região do Norte e ao Distrito de Bragança. 
É sede do Município de Carrazeda de Ansiães que tem uma área total de 279,24 km2, 5.390 habitantes (2023) e uma densidade populacional de 19,3 habitantes por km2, subdividido em 14 freguesias. O município é limitado a norte pelos municípios de Murça e de Mirandela, a nordeste por Vila Flor, a leste por Torre de Moncorvo, a sul por Vila Nova de Foz Côa, a sudoeste por São João da Pesqueira e a oeste por Alijó.
O concelho (antiga designação de município) tinha sede na antiga vila de Ansiães; as suas ruínas, a sul da actual sede municipal, situam-se no alto de uma colina, cerca da aldeia de Lavandeira. O concelho obteve foral em 1075, tendo o estatuto de vila sido confirmado por alvará de D. João V de 6 de Abril de 1734. No século XIX a sede concelhia foi transferida de Ansiães para Carrazeda, e a antiga vila foi abandonada.

## Freguesias

Freguesias do município de Carrazeda de Ansiães.

#### Freguesias atuais
O município de Carrazeda de Ansiães está dividido em 14 freguesias:
- Amedo e Zedes
- Belver e Mogo de Malta
- Carrazeda de Ansiães
- Castanheiro do Norte e Ribalonga
- Fonte Longa
- Lavandeira, Beira Grande e Selores
- Linhares
- Marzagão
- Parambos
- Pereiros
- Pinhal do Norte
- Pombal
- Seixo de Ansiães
- Vilarinho da Castanheira

#### Freguesias extintas/agregadas
- Amedo
- Beira Grande
- Belver
- Castanheiro do Norte
- Lavandeira
- Mogo de Malta
- Ribalonga
- Selores
- Zedes

#### Aldeias existentes nas várias freguesias
- Ansiães (Lavandeira)
- Arnal (Linhares)
- Besteiros (Fonte Longa)
- Brunheda (Pinhal do Norte)
- Campelos (Linhares)
- Carrapatosa (Linhares)
- Codeçais (Pereiros)
- Coleja (Seixo de Ansiães)
- Coruto da Cabeça (Amedo)
- Fiolhal (Castanheiro do Norte)
- Foz do Tua (Castanheiro do Norte)
- Luzelos (Marzagão)
- Misquel (Parambos)
- Mogo de Ansiães (Belver)
- Paradela (Pombal)
- Pena Fria (Fonte Longa)
- Pinhal do Douro (Vilarinho da Castanheira)
- Quinta da Amendoeira (Seixo de Ansiães)
- Samorinha (Carrazeda de Ansiães)
- Santrilha (Pinhal do Norte)
- São Lourenço (Pombal)
- Tralhariz (Castanheiro do Norte)

## Evolução da População do Município
| Número de habitantes | Número de habitantes | Número de habitantes | Número de habitantes | Número de habitantes | Número de habitantes | Número de habitantes | Número de habitantes | Número de habitantes | Número de habitantes | Número de habitantes | Número de habitantes | Número de habitantes | Número de habitantes | Número de habitantes | Número de habitantes |
| -------------------- | -------------------- | -------------------- | -------------------- | -------------------- | -------------------- | -------------------- | -------------------- | -------------------- | -------------------- | -------------------- | -------------------- | -------------------- | -------------------- | -------------------- | -------------------- |
| 1864                 | 1878                 | 1890                 | 1900                 | 1911                 | 1920                 | 1930                 | 1940                 | 1950                 | 1960                 | 1970                 | 1981                 | 1991                 | 2001                 | 2011                 | 2021                 |
| 11 195               | 11 742               | 12 935               | 13 605               | 13 667               | 12 082               | 13 559               | 14 704               | 15 828               | 14 340               | 10 615               | 11 420               | 9 235                | 7 642                | 6 373                | 5 490                |

(Número de habitantes que tinham a residência oficial neste município à data em que os censos  se realizaram.)
| Número de habitantes por Grupo Etário | Número de habitantes por Grupo Etário | Número de habitantes por Grupo Etário | Número de habitantes por Grupo Etário | Número de habitantes por Grupo Etário | Número de habitantes por Grupo Etário | Número de habitantes por Grupo Etário | Número de habitantes por Grupo Etário | Número de habitantes por Grupo Etário | Número de habitantes por Grupo Etário | Número de habitantes por Grupo Etário | Número de habitantes por Grupo Etário | Número de habitantes por Grupo Etário | Número de habitantes por Grupo Etário |
| ------------------------------------- | ------------------------------------- | ------------------------------------- | ------------------------------------- | ------------------------------------- | ------------------------------------- | ------------------------------------- | ------------------------------------- | ------------------------------------- | ------------------------------------- | ------------------------------------- | ------------------------------------- | ------------------------------------- | ------------------------------------- |
|                                       | 1900                                  | 1911                                  | 1920                                  | 1930                                  | 1940                                  | 1950                                  | 1960                                  | 1970                                  | 1981                                  | 1991                                  | 2001                                  | 2011                                  | 2021                                  |
| 0-14 Anos                             | 4 764                                 | 4 939                                 | 4 135                                 | 4 687                                 | 4 980                                 | 5 171                                 | 4 602                                 | 3 370                                 | 2 905                                 | 1 844                                 | 949                                   | 636                                   | 490                                   |
| 15-24 Anos                            | 2 573                                 | 2 272                                 | 2 280                                 | 2 347                                 | 2 683                                 | 2 867                                 | 2 222                                 | 1 530                                 | 1 896                                 | 1 287                                 | 979                                   | 600                                   | 418                                   |
| 25-64 Anos                            | 5 943                                 | 5 651                                 | 4 900                                 | 5 280                                 | 6 008                                 | 6 647                                 | 6 424                                 | 4 765                                 | 4 922                                 | 4 278                                 | 3 595                                 | 3 101                                 | 2 536                                 |
| = ou > 65 Anos                        | 581                                   | 777                                   | 824                                   | 919                                   | 910                                   | 1 004                                 | 1 092                                 | 1 290                                 | 1 697                                 | 1 826                                 | 2 119                                 | 2 036                                 | 2 046                                 |

(Obs: De 1900 a 1950 os dados referem-se à população presente no município à data em que eles se realizaram Daí que se registem algumas diferenças relativamente à designada população residente)

## Política

### Eleições autárquicas[6]
| Data | %      | V      | %       | V       | %     | V     | %              | V            | %              | V  | %              | V   | %              | V   | %              | V   | %              | V       | %              | V   | %  | V  | Participação |                |
| Data | CDS-PP | CDS-PP | PPD/PSD | PPD/PSD | PS    | PS    | FEPU/APU/CDU   | FEPU/APU/CDU | AD             | AD | PPM            | PPM | PRD            | PRD | PND            | PND | PSD-CDS        | PSD-CDS | GCE            | GCE | BE | BE | Participação |                |
| ---- | ------ | ------ | ------- | ------- | ----- | ----- | -------------- | ------------ | -------------- | -- | -------------- | --- | -------------- | --- | -------------- | --- | -------------- | ------- | -------------- | --- | -- | -- | ------------ | -------------- |
| Data | 1976   | 32,90  | 2       | 30,08   | 2     | 28,81 | 1              | 2,37         | -              |    |                |     |                |     |                |     |                |         |                |     |    |    |              | 54,70 / 100,00 |
| 1979 | 69,23  | 4      |         |         | 23,19 | 1     | 3,94           | -            | 71,44 / 100,00 |    |                |     |                |     |                |     |                |         |                |     |    |    |              |                |
| 1982 | AD     | AD     | AD      | AD      | 20,11 | 1     | 3,12           | -            | 71,71          | 4  | AD             | AD  | 67,69 / 100,00 |     |                |     |                |         |                |     |    |    |              |                |
| 1985 | 54,65  | 3      |         |         | 19,64 | 1     | 2,98           | -            |                |    |                |     | 18,16          | 1   | 65,38 / 100,00 |     |                |         |                |     |    |    |              |                |
| 1989 | 13,25  | -      | 44,76   | 3       | 32,63 | 2     | 1,80           | -            | 3,11           | -  | 68,63 / 100,00 |     |                |     |                |     |                |         |                |     |    |    |              |                |
| 1993 | 22,16  | 1      | 45,34   | 3       | 27,06 | 1     | 1,19           | -            |                |    | 67,48 / 100,00 |     |                |     |                |     |                |         |                |     |    |    |              |                |
| 1997 |        |        | 54,45   | 3       | 39,58 | 2     | 1,95           | -            | 69,14 / 100,00 |    |                |     |                |     |                |     |                |         |                |     |    |    |              |                |
| 2001 | 58,61  | 3      | 34,88   | 2       | 2,40  | -     | 68,45 / 100,00 |              |                |    |                |     |                |     |                |     |                |         |                |     |    |    |              |                |
| 2005 | 11,42  | -      | 51,35   | 3       | 27,48 | 2     | 1,33           | -            | 3,63           | -  | 65,11 / 100,00 |     |                |     |                |     |                |         |                |     |    |    |              |                |
| 2009 | PSD    | PSD    | CDS     | CDS     | 23,44 | 1     | 0,52           | -            | 0,46           | -  |                |     | 35,41          | 2   | 34,07          | 2   | 2,29           | -       | 64,99 / 100,00 |     |    |    |              |                |
| 2013 | 18,06  | 1      | 59,87   | 4       | 14,22 | -     | 1,37           | -            |                |    |                |     |                |     |                |     | 61,31 / 100,00 |         |                |     |    |    |              |                |
| 2017 | (a)    | (a)    | 48,40   | 3       | (a)   | (a)   | 2,71           | -            | 44,30          | 2  | 64,11 / 100,00 |     |                |     |                |     |                |         |                |     |    |    |              |                |
| 2021 |        |        | 59,65   | 4       | 5,27  | -     | 1,23           | -            | 28,53          | 1  | 63,93 / 100,00 |     |                |     |                |     |                |         |                |     |    |    |              |                |

(a) PS e CDS apoiaram a lista independente "Unidos por Carrazeda" nas eleições de 2017

### Eleições legislativas
| Data | %     | %     | %     | %    | %     | %     | %        | %     | %    | %     | %    | %       | %   | % | %  | %  |
| Data | PSD   | CDS   | PS    | PCP  | UDP   | AD    | APU/ CDU | FRS   | PRD  | PSN   | BE   | PSD CDS | PAN | L | CH | IL |
| ---- | ----- | ----- | ----- | ---- | ----- | ----- | -------- | ----- | ---- | ----- | ---- | ------- | --- | - | -- | -- |
| 1976 | 36,66 | 34,28 | 17,17 | 1,72 | 0,73  |       |          |       |      |       |      |         |     |   |    |    |
| 1979 | AD    | AD    | 21,40 | APU  | 1,20  | 64,04 | 3,69     |       |      |       |      |         |     |   |    |    |
| 1980 | AD    | AD    | FRS   | APU  | 0,69  | 69,69 | 3,21     | 18,87 |      |       |      |         |     |   |    |    |
| 1983 | 27,25 | 35,84 | 26,20 | APU  | 0,30  |       | 3,07     |       |      |       |      |         |     |   |    |    |
| 1985 | 40,00 | 18,07 | 19,54 | APU  | 0,88  | 4,88  | 7,41     |       |      |       |      |         |     |   |    |    |
| 1987 | 60,93 | 8,11  | 17,56 | CDU  | 0,61  | 2,60  | 2,41     |       |      |       |      |         |     |   |    |    |
| 1991 | 59,82 | 14,15 | 17,91 | CDU  |       | 1,74  | 0,97     | 1,46  |      |       |      |         |     |   |    |    |
| 1995 | 50,10 | 13,01 | 31,66 | CDU  | 0,60  | 1,53  |          |       |      |       |      |         |     |   |    |    |
| 1999 | 49,05 | 10,07 | 34,91 | CDU  |       | 1,98  | 0,17     | 0,58  |      |       |      |         |     |   |    |    |
| 2002 | 55,86 | 11,33 | 27,07 | CDU  | 1,50  |       | 0,74     |       |      |       |      |         |     |   |    |    |
| 2005 | 43,68 | 10,06 | 36,67 | CDU  | 2,00  | 1,86  |          |       |      |       |      |         |     |   |    |    |
| 2009 | 39,67 | 13,51 | 32,72 | CDU  | 1,95  | 6,23  |          |       |      |       |      |         |     |   |    |    |
| 2011 | 51,57 | 11,32 | 26,37 | CDU  | 2,06  | 2,14  |          |       |      |       |      |         |     |   |    |    |
| 2015 | CDS   | PSD   | 30,76 | CDU  | 3,32  | 5,77  | 50,67    | 0,78  | 0,28 |       |      |         |     |   |    |    |
| 2019 | 40,94 | 4,65  | 34,35 | CDU  | 1,74  | 6,36  |          | 1,51  | 0,52 | 0,69  | 0,52 |         |     |   |    |    |
| 2022 | 42,26 | 2,25  | 35,97 | CDU  | 1,12  | 2,44  | 0,74     | 0,32  | 9,22 | 1,93  |      |         |     |   |    |    |
| 2024 | AD    | AD    | 26,33 | CDU  | 40,80 | 0,89  | 2,07     | 1,07  | 0,89 | 19,76 | 1,51 |         |     |   |    |    |

## Património
- Pelourinho de Carrazeda de Ansiães
- Pelourinho de Ansiães
- Pelourinho de Linhares
- Castelo de Ansiães ou Castelo de Carrazeda de Ansiães
- Pelourinho de Vilarinho da Castanheira
- Casa de Selores
- Igreja de São Salvador de Ansiães
- Solar de Sampaio, Linhares
- Solar de Mariz, Amedo
- Casa da Carranca, Amedo
- Igreja de Santiago, Amedo
- Solar dos Barbosas, Zedes

## Cultura
Em Carrazeda de Ansiãies destaca-se a tradição artesanal e oficinal da tanoaria (Património Cultural Imaterial do Douro). Está em destaque no Museu da Memória Rural.

## Clima
Carrazeda de Ansiães possui um clima mediterrânico do tipo Csb, ou seja, com verões amenos. Dias com mais de 30 ºC ocorrem com alguma frequência, cerca de 26 por ano em média, mas os verões são secos, e as suas noites podem ser bastante frias. Os invernos são frios e mais chuvosos, sendo que dias abaixo de 0 ºC ocorrem com frequência, quase 60 por ano e mais de metade dos dias de janeiro.
| Dados climatológicos para Carrazeda de Ansiães                      | Dados climatológicos para Carrazeda de Ansiães | Dados climatológicos para Carrazeda de Ansiães | Dados climatológicos para Carrazeda de Ansiães | Dados climatológicos para Carrazeda de Ansiães | Dados climatológicos para Carrazeda de Ansiães | Dados climatológicos para Carrazeda de Ansiães | Dados climatológicos para Carrazeda de Ansiães | Dados climatológicos para Carrazeda de Ansiães | Dados climatológicos para Carrazeda de Ansiães | Dados climatológicos para Carrazeda de Ansiães | Dados climatológicos para Carrazeda de Ansiães | Dados climatológicos para Carrazeda de Ansiães | Dados climatológicos para Carrazeda de Ansiães |
| Mês                                                                 | Jan                                            | Fev                                            | Mar                                            | Abr                                            | Mai                                            | Jun                                            | Jul                                            | Ago                                            | Set                                            | Out                                            | Nov                                            | Dez                                            | Ano                                            |
| ------------------------------------------------------------------- | ---------------------------------------------- | ---------------------------------------------- | ---------------------------------------------- | ---------------------------------------------- | ---------------------------------------------- | ---------------------------------------------- | ---------------------------------------------- | ---------------------------------------------- | ---------------------------------------------- | ---------------------------------------------- | ---------------------------------------------- | ---------------------------------------------- | ---------------------------------------------- |
| Temperatura máxima média (°C)                                       | 8,4                                            | 10,7                                           | 14,4                                           | 15,3                                           | 18,6                                           | 23,5                                           | 27,8                                           | 27,7                                           | 24                                             | 17,8                                           | 12,5                                           | 9,5                                            | 17,5                                           |
| Temperatura média (°C)                                              | 4,3                                            | 5,9                                            | 8,5                                            | 9,6                                            | 12,4                                           | 16,5                                           | 19,8                                           | 19,7                                           | 16,9                                           | 12,3                                           | 8,1                                            | 5,6                                            | 11,6                                           |
| Temperatura mínima média (°C)                                       | 0,1                                            | 0,9                                            | 2,5                                            | 3,9                                            | 6,3                                            | 9,4                                            | 11,8                                           | 11,6                                           | 9,8                                            | 6,8                                            | 3,7                                            | 1,7                                            | 5,7                                            |
| Precipitação (mm)                                                   | 83,1                                           | 63                                             | 35                                             | 76,5                                           | 72,6                                           | 36,4                                           | 14,9                                           | 17,6                                           | 43,4                                           | 81,1                                           | 89,1                                           | 109,7                                          | 722,4                                          |
| Fonte: Instituto Português do Mar e da Atmosfera 13 de maio de 2020 |                                                |                                                |                                                |                                                |                                                |                                                |                                                |                                                |                                                |                                                |                                                |                                                |                                                |